# Sant Martí de Llémena

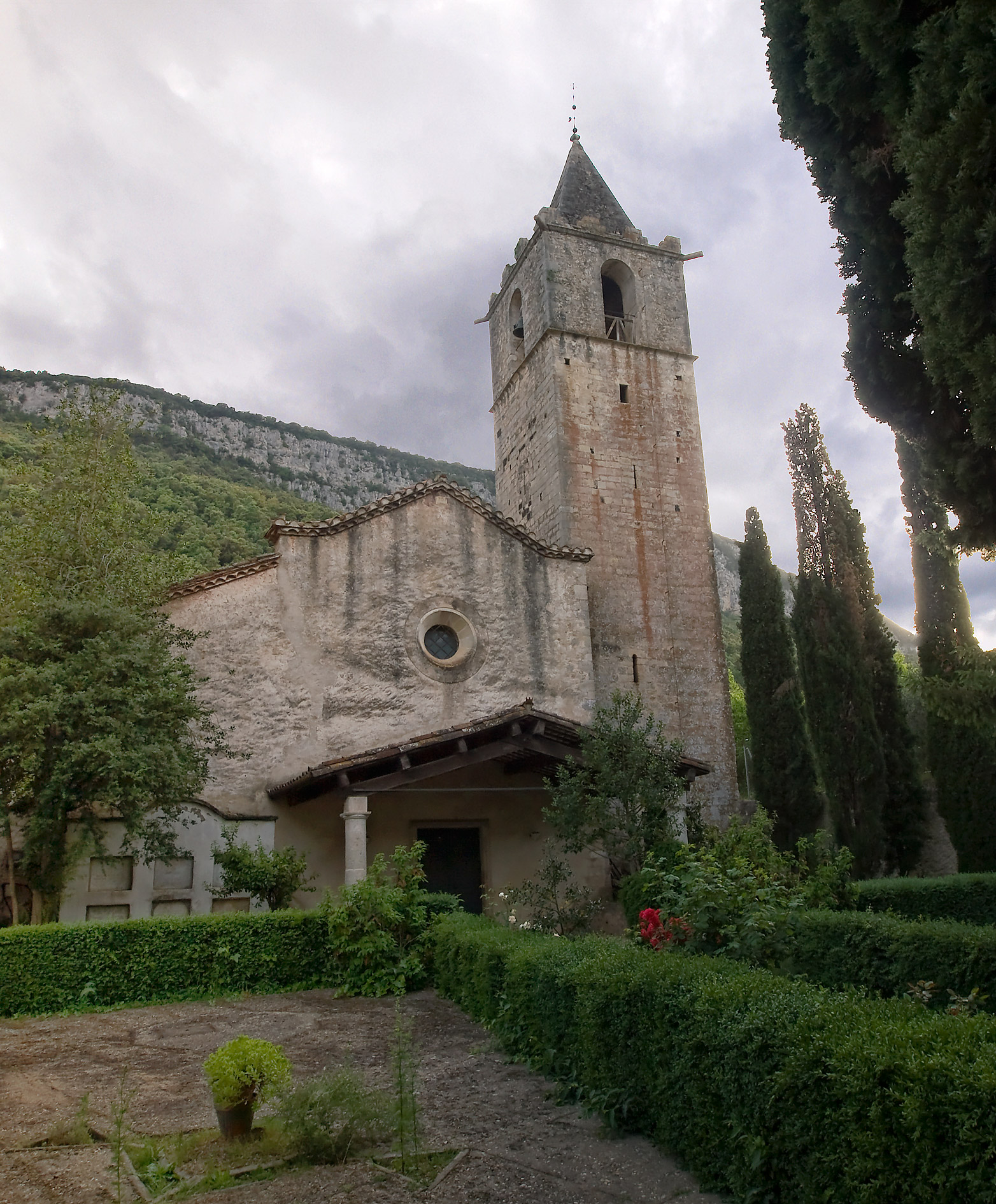
Kerk van Sant Martí de Llémena

Sant Martí de Llémena is een gemeente in de Spaanse provincie Girona in de regio Catalonië met een oppervlakte van 43 km². Sant Martí de Llémena telt 618 inwoners (1 januari 2016).

## Demografische ontwikkeling
Bron: INE, 1857-2011: volkstellingen
Opm.: In 1857 werden de gemeenten Granollers de Rocacorba, Llorà en Les Serres aangehecht